# Тургай (Костанайская область)
Тургай (каз. Торғай) — село, административный центр Джангельдинского района Костанайской области Казахстана. Административный центр и единственный населённый пункт Торгайского сельского округа. Код КАТО — 394230100.

## История
В 1845 году оренбургским отрядом под командой майора Томилина, действовавшего против восстания Кенесары Касымова, на правом берегу реки Тургай, было намечено место для опорного пункта, где возведено укрепление, названное Оренбургским. Первыми поселенцами были оренбургские казаки.
С введением в 1868 году Степного положения, укрепление переименовано в уездный город Тургай, ставший административным центром Тургайского уезда Тургайской области.
В 1916 году, в ходе Среднеазиатского восстания, Тургай стал полем битвы между царскими отрядами и казахскими повстанцами (сарбазами). Осаждённый восставшими населённый пункт был защищён
отрядом полковника Тургенева (8 казачьих сотен, 2 пехотных роты), а само восстание позже было подавлено.
В годы Гражданской войны в 1918 году в Тургае была установлена Советская власть, однако в апреле 1919 года в результате антисоветского мятежа он был захвачен алаш-ордынцами. Окончательно советская власть установилась в конце 1919 года.
14 марта 2025 года президент страны Касым-Жомарт Токаев поручил правительству приступить к строительству автодороги от Астаны через Тургай к международному Транскаспийскому транспортному маршруту; и сообщил, что новая магистраль сократит путь между центральными и западными регионами страны на 560 км, также проект придаст импульс развитию всего Тургайского региона.

## Население
В 1999 году население села составляло 6462 человека (3177 мужчин и 3285 женщин). По данным переписи 2009 года в селе проживало 5767 человек (2799 мужчин и 2968 женщин).
На начало 2019 года население села составило 4581 человек (2243 мужчины и 2338 женщин).

## Известные уроженцы
- Амангельды Иманов — казахский революционер.
- Михаил Сергеевич Медянский — советский офицер, лётчик, полковник.
- Бахытжан Байкадамов — казахский композитор.
- Шамиль Каюмович Кадышев — советский деятель оборонной промышленности, инженер, конструктор.